# Ron Anthony
Ron Anthony (* 16. Dezember 1933; † 19. Januar 2021) war ein US-amerikanischer Jazzmusiker (Gitarre, Komposition), der vor allem als Begleitmusiker für Frank Sinatra in Erinnerung bleibt.

## Leben und Wirken
Nachdem Anthony mit 16 Jahren Gitarrenspiel gelernt hatte, entwickelte er sich schnell zu einem professionellen Musiker und schloss sich einem Quartett an, das in Region seiner Heimatstadt Pittsburgh spielte. Sein Gitarrenlehrer, der von Gitarristen wie Andrés Segovia und Django Reinhardt beeinflusst war, vermittelte Anthony über Barry Galbraith Kontakt mit Joe Negri, der ihn musikalisch inspirierte und als Mentor unterstützte. Anthony spielte weiterhin in Jazzbands, während er Ende der 1950er-Jahre den Militärdienst ableistete. Nach seiner Entlassung aus der Armee studierte er zunächst ein Jahr an der Duquesne University; dann zog er nach New York, wo er in Kreisen um Musiker wie Lee Konitz, Lennie Tristano, Billy Bean, Wes Montgomery verkehrte und George Shearing traf; mit Shearing entstanden 1962 erste Aufnahmen (Bossa Nova, Capitol).
Anthony wirkte in den folgenden Jahren an mehreren Alben der Shearing-Band mit. Nachdem er für eine Weile nach Pittsburgh zurückgekehrt war, wo er eine Band leitete, zog Anthony nach Los Angeles, wo er für Tex Beneke, Les Brown, Stan Kenton und Vic Damone arbeitete; mit Damones Band tourte er in Vietnam und begleitete Bob Hope auf einer USO-Tour. Anthony kehrte schließlich für einige Jahre zur Shearing-Band zurück. Nach einem Trio-Engagement mit Frank Sinatra 1984 auf einer Party für Nancy Reagan wurde er fester Bestandteil von Frank Sinatras Begleitband, arbeitete mit dem Sänger bis zu dessen Tod zusammen und trat auch bei seiner Beerdigung auf. Er ist auf Sinatras gefeiertem Duets-Album (1993) zu hören.
Unter eigenem Namen nahm Anthony 1968/69 das Album Oh Calcutta (Flying Dutchman) auf (mit Musik aus der Revue Oh! Calcutta!), an dem Studiomusiker wie Plas Johnson, Dennis Budimir, Max Bennett, Emil Richards bzw. Tom Scott und Chuck Domanico beteiligt waren. Ende 1993 entstand noch das Album Same Time, Same Place, das Ron Anthony in Quintett-Besetzung mit Conte Candoli, Frank Strazzeri, Andy Simpkins und Dick Berk einspielte. Im Bereich des Jazz war er laut Tom Lord zwischen 1962 und 2010 an 20 Aufnahmesessions beteiligt, außer den Genannten mit Warren Chiasson, Frank Marocco, Keely Smith, Murray Ross, Frank Sinatra, Jr., zuletzt mit Pinky Winters (Winters in Summer).
Ron Anthony war der Onkel des Jazzgitarristen Ron Affif.